# Bäckerhose
Eine Bäckerhose (und ähnlich eine Kochhose) ist spezielle Arbeitskleidung, die von Köchen und Bäckern getragen wird, weil Straßenkleidung in Herstellungsräumen der Bäckerei (und der Küche) wegen der Gefahr einer Kreuzkontamination nicht getragen werden darf.

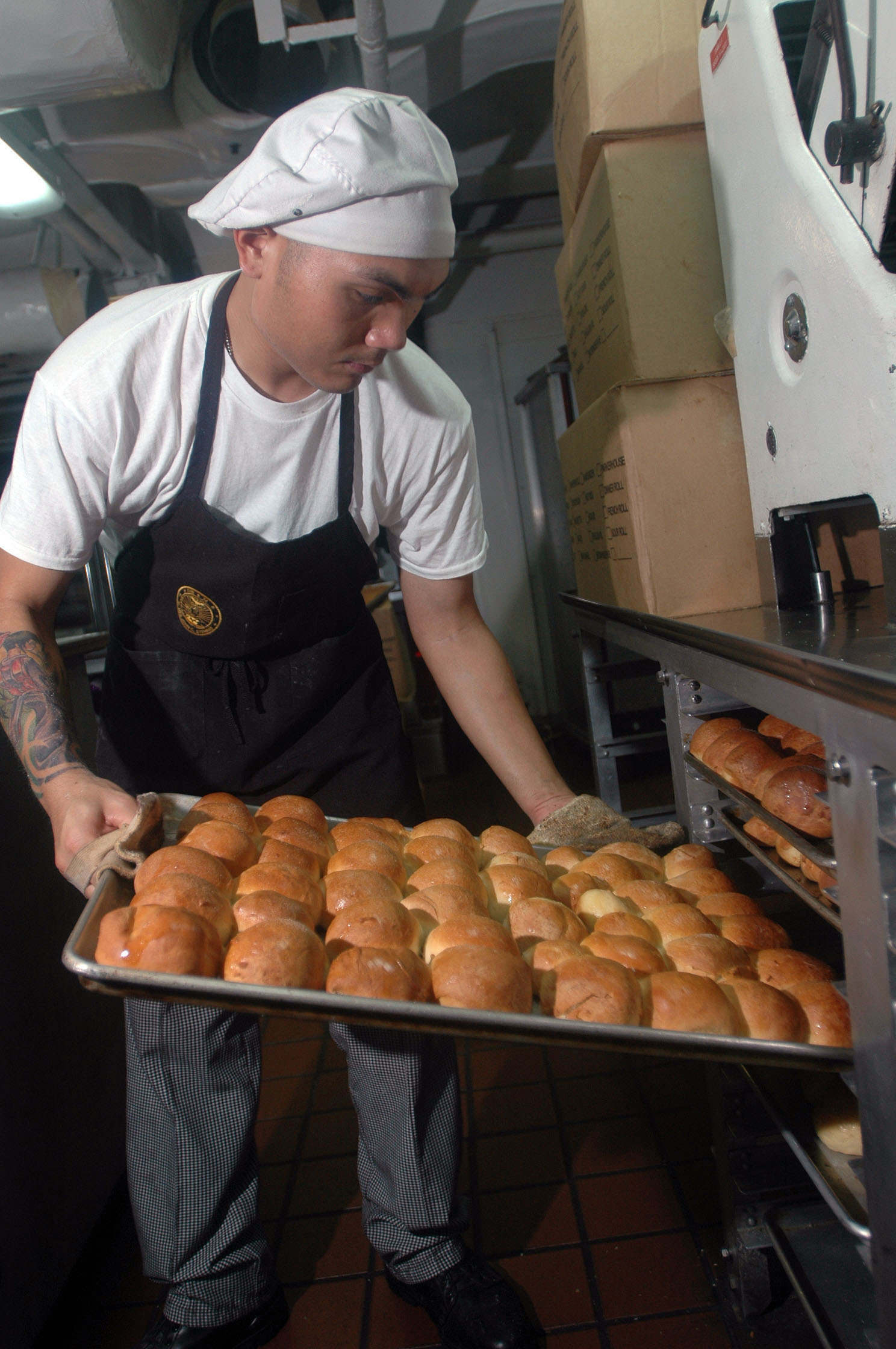
Bäckerhose, getragen auf der John C. Stennis

Sie ist in der Regel aus robustem Material hergestellt, hitzebeständig, langlebig, also kochfest und desinfizierbar. Beide Hosen haben oft einen elastischen Bund oder Bänder, um sie bequem tragen zu können.
Die Passform ist locker, um Bewegungsfreiheit und Komfort während der Arbeit in Backstube oder Küche zu gewährleisten. 
Kochhosen sind oft in hellen Farben gehalten, meist wie Bäckerhosen mit Pepitamuster gestaltet.